# إرنست ياندل
إرنست ياندل Ernst Jandl (ولد في فيينا في 1 أغسطس 1925 - توفي في فيينا في 9 يونيو 2000). هو شاعر وكاتب ومترجم نمساوي. يعد من أشهر الشعراء التجريبيين.

## حياته
اشترك ياندل في الحرب العالمية الثانية, وقع أسيرا في قبضة القوات البريطانية, وبعد إطلاق سراحه درس علوم اللغة الألمانية[ ؟ ] والإنجليزية. وتخرج في عام 1949, وعمل مدرسا في مدرسة ثانوية. وفي سنة 1973 أصبح عضوا في تجمع أدباء جراتس, والذي تدرج فيه إلى نائب الرئيس, وأصبح رئيسا له بين عامي 1983 و 1987. وتوفي سنة 2000.

## شعره
اتجه ياندل إلى كتابة الشعر التجريبي, تحت تأثير الشعر التجريدي, والكتابات الدادائية. وقد صدرت أولى كتاباته في مجلة طرق جديدة Neue Wege. وقد ربطت بينه وبين الأديبة النمساوية فريدريكه مايروكر Friedrike Mayröcker صداقة حميمة, وقد أصبحت رفيقة حياته, وأصدر بالاشتراك معها عدة أعمال.

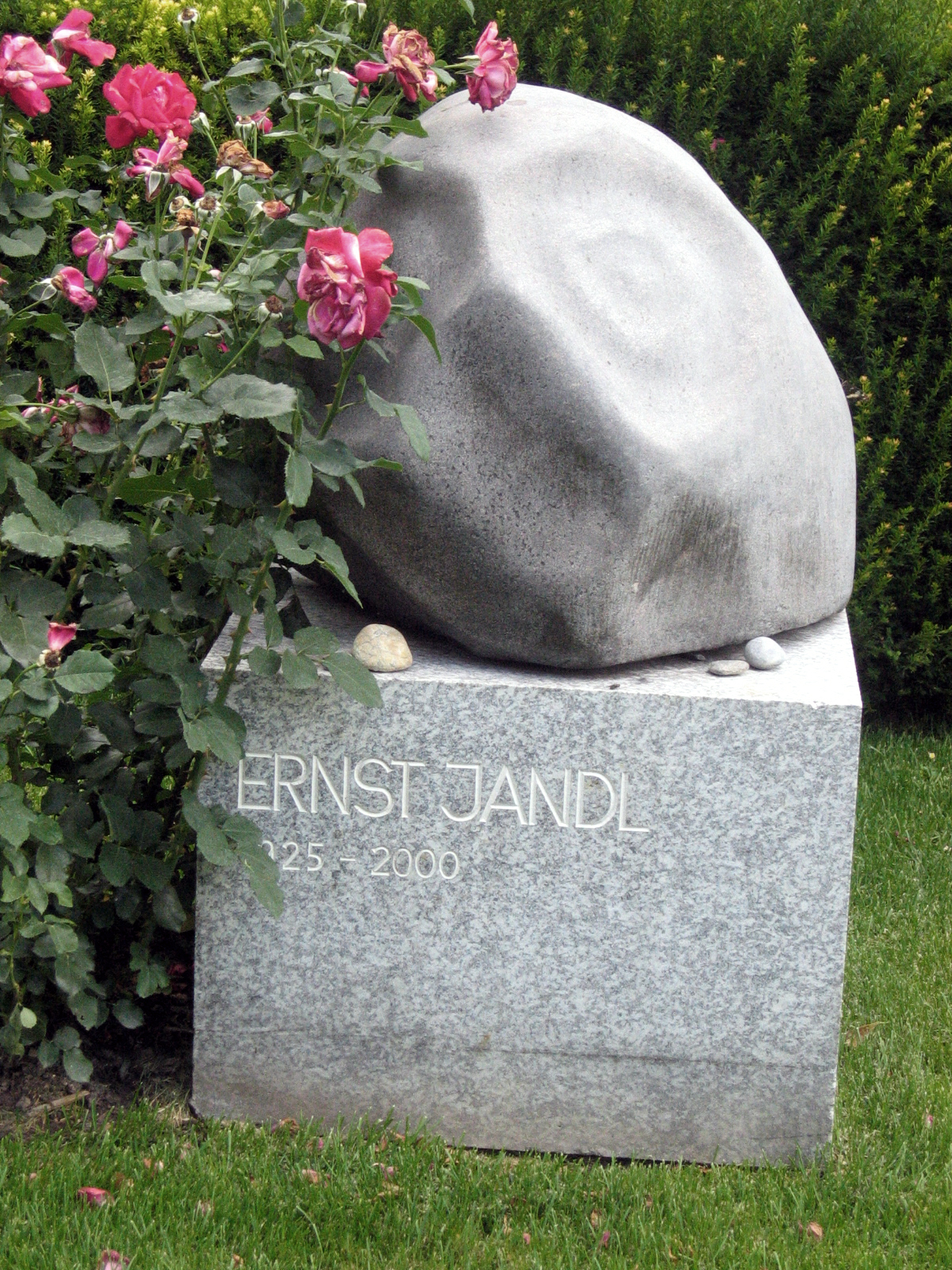
قبر ياندل

ويعتبر ياندل أهم شاعر تجريبي في الأدب المكتوب الألمانية. وتكمن إحدى خصائصه الني اشتهر بها في طريقة إلقاء قصائده.
ويتميز شعره بخلق كلمات جديدة, واستخدام الكلمات استخداما خاصا.

## روابط خارجية
- إرنست ياندل على موقع IMDb (الإنجليزية)
- إرنست ياندل على موقع الموسوعة البريطانية (الإنجليزية)
- إرنست ياندل على موقع مونزينجر (الألمانية)
- إرنست ياندل على موقع ميوزك برينز (الإنجليزية)
- إرنست ياندل على موقع ديسكوغز (الإنجليزية)
- إرنست ياندل على موقع قاعدة بيانات الفيلم (الإنجليزية)

## مواقع خارجية
- https://web.archive.org/web/20070927172307/http://www.nizwa.com/volume25/p253_256.html
- http://alfady.iraq.ir/t2.htm%5Bوصلة+مكسورة%5D